# Lestonia
Lestonia China, 1955, è un genere di insetti Pentatomomorfi dell'ordine Rhynchota Heteroptera, superfamiglia Pentatomoidea. È l'unico genere della famiglia Lestoniidae China, 1955, e comprende due sole specie, endemiche dell'Australia.

## Descrizione
Sono insetti con corpo di piccole dimensioni, di profilo ovale, fortemente convesso sul dorso e appiattito sul ventre. L'esoscheletro mostra delle espansioni laminari del capo, del pronoto e delle emielitre ed è ornato sul dorso da un'evidente punteggiatura.
Il capo è carenato lateralmente, è provvisto di ocelli e porta antenne di 5 articoli. Lo scutello è molto sviluppato e arriva, in lunghezza, fino all'estremità dell'addome. Le zampe hanno tarsi composti da due segmenti. 

## Biologia, diffusione e sistematica
Sono insetti fitofagi,  associati a piante del genere Callitris (Cupressaceae). Il genere comprende le sole specie Lestonia haustorifera e Lestonia grossi, entrambe endemiche dell'Australia.